# National Constitution Center

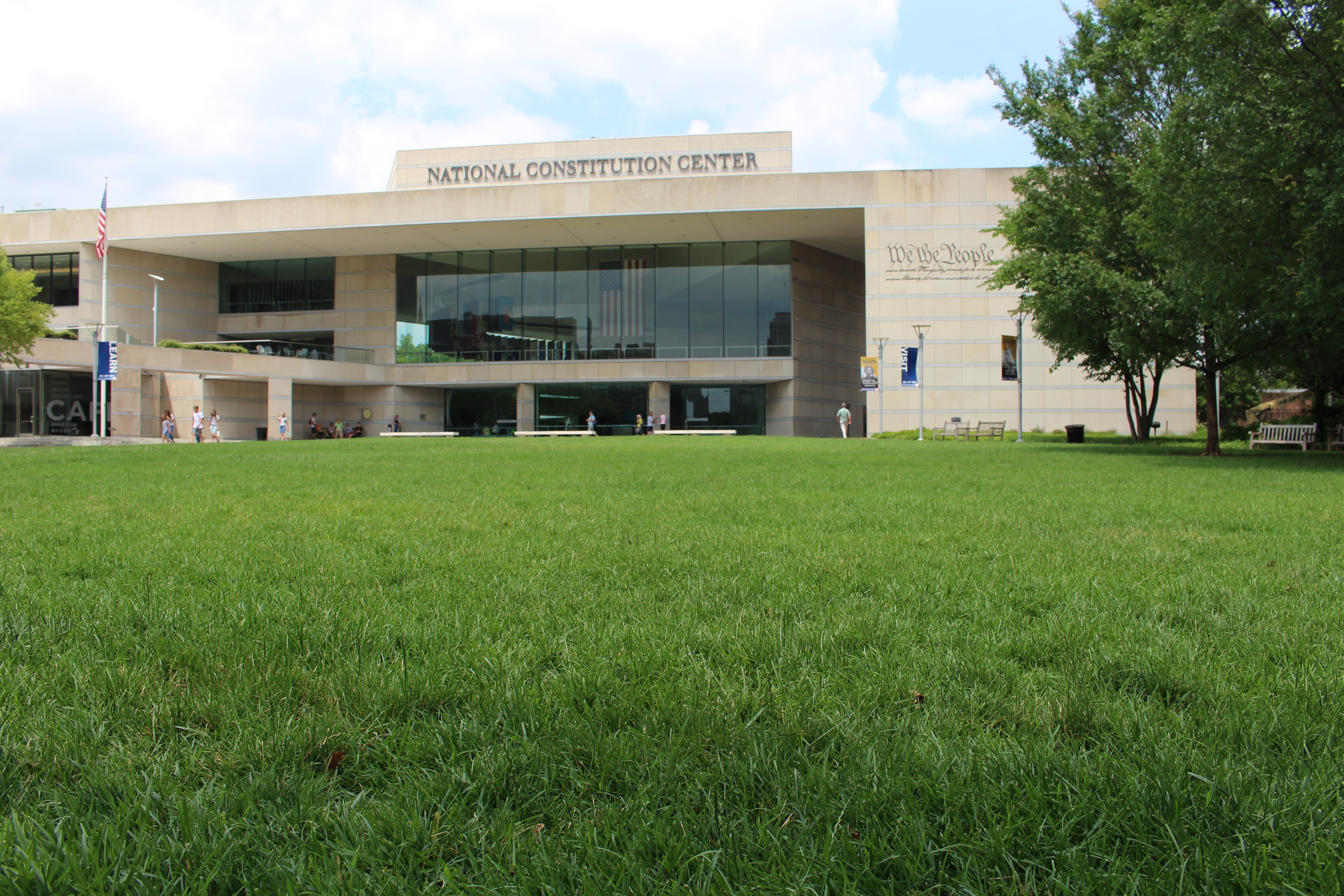
Entrada da frente do centro.

O National Constitution Center é uma associação apartidária e sem fins lucrativos que tem a sua agenda focada na Constituição dos Estados Unidos. Localizado no Independence Mall em Filadélfia, Pensilvânia, o centro funciona como um museu interativo e um espaço de discussões sobre constituição. Recebe chefes de governo, jornalistas, estudiosos e celebridades em discussões publicas (incluindo debates presidenciais). O centro abriga o Annenberg Center for Education and Outreach, que oferece recursos para aprendizado fisicamente e na internet. Não é o lugar onde o texto original da constituição está abrigado, que na verdade é o Edifício Nacional de Arquivos em Washington, D.C..
A cerimônia de inauguração (com a participação do então Presidente Bill Clinton) foi feita em 17 de setembro de 2000, o 213º aniversário da assinatura da Constituição. O centro foi aberto em 4 de julho de 2003, se juntando a outros lugares e atrações históricos, tais como o Independence Hall e o Sino da Liberdade, no que tem sido chamado de "Quarteirão mais histórico da América".